# NGC 2945
NGC 2945 je galaksija u zviježđu Vodenoj zmiji.

## Vanjske poveznice
- SEDS: NGC 2945